# Westlake Estates
Westlake Estates est une communauté située dans la province d'Alberta, dans le comté de Parkland.